# Kanton Thoiry
Kanton Thoiry (fr. Canton de Thoiry) je francouzský kanton v departementu Ain v regionu Rhône-Alpes. Skládá se ze 16 obcí. Kanton vznikl v roce 2015.

## Obce kantonu
- Challex
- Chevry
- Chézery-Forens
- Collonges
- Crozet
- Échenevex
- Farges
- Léaz
- Lélex
- Mijoux
- Péron
- Pougny
- Saint-Jean-de-Gonville
- Ségny
- Sergy
- Thoiry